# Pseudupeneus
Pseudupeneus son un género de peces de la familia Mullidae.

## Especies
Actualmente hay tres especies reconocidas en este género:
- Pseudupeneus grandisquamis (Gill, 1863)
- Pseudupeneus maculatus (Bloch, 1793)
- Pseudupeneus prayensis (Cuvier, 1829)